# Charinus acaraje
Espèce
Charinus acaraje est une espèce d'amblypyges de la famille des Charinidae.

## Distribution
Cette espèce est endémique de Bahia au Brésil,. Elle se rencontre vers Santa Luzia et Camacan.

## Description
Le mâle holotype mesure 9,4 mm.
La carapace des mâles décrits par Miranda, Giupponi, Prendini et Scharff en 2021 mesure de 3,60 à 3,88 mm de long sur de 5,13 à 5,38 mm et celle des femelles de 2,25 à 3,06 mm de long sur de 3,65 à 4,38 mm.

## Publication originale
- Pinto-da-Rocha, Machado & Weygoldt, 2002 : « Two new species of Charinus Simon, 1892 from Brazil with biological notes (Arachnida; Amblypygi; Charinidae). » Journal of Natural History, vol. 36, no 1, p. 107-118.